# Acontia imbuta
Acontia imbuta är en fjärilsart som beskrevs av Walker 1865. Acontia imbuta ingår i släktet Acontia och familjen nattflyn. Inga underarter finns listade i Catalogue of Life.